# Jaap Smit

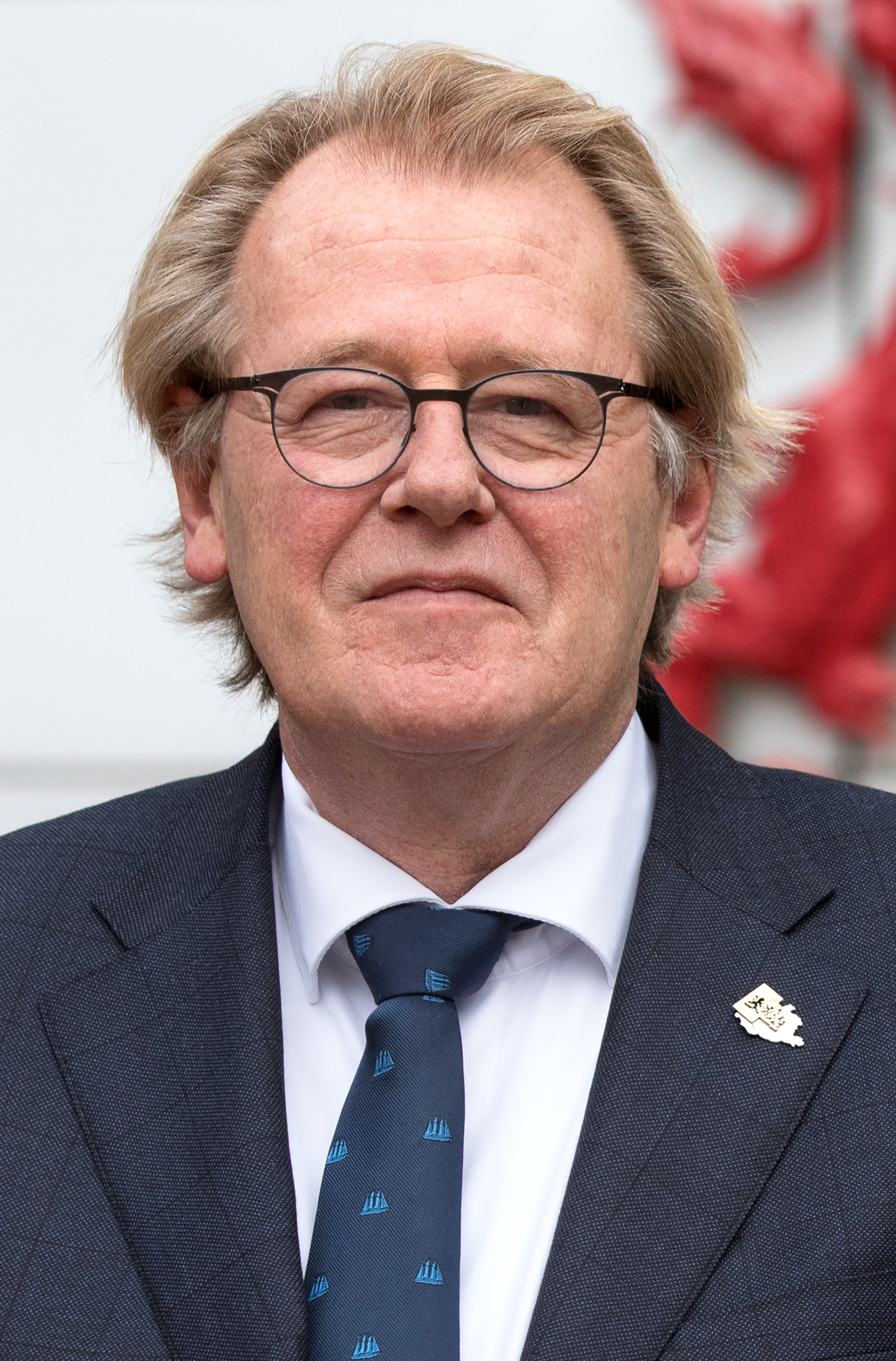
Jaap Smit (2014)

Jaap Smit (* 8. März 1957 in Doornspijk) ist ein niederländischer Politiker der CDA und seit dem 1. Januar 2014 Kommissar des Königs in der Provinz Zuid-Holland.   

## Leben und Karriere
Jaap Smit wurde 1957 in Doornspijk geboren. Zwischen 1970 und 1976 besuchte er das Dr. WA Visser' t Hooft Lyzeum in Leiden. Von 1976 bis 1983 studierte er Theologie an der Universität Leiden und Universität Utrecht mit Nebenkursen in Massenkommunikation und Öffentlichkeitsarbeit. Im Fach Theologie erhielt er später seinen Master. Im Jahr wurde er Prediger an der niederländisch-reformierten Kirche in Rheden, wo er vier Jahre arbeitete. Anschließend war Smit fünf Jahre als Lehrer für Religion und Philosophie tätig, neun Jahre als Minister in einer Reihe von Gemeinden und vier Jahre als spiritueller Berater der königlichen niederländischen Armee in Seedorf. Danach arbeitete er für verschiedene Beratungsunternehmen und war Generaldirektor von Victim Support Netherlands. Vom 1. Juni 2010 bis 1. Januar 2014 war Smit Vorsitzender der Christian National Trade Union (CNV). Am 29. November 2013 ernannte die niederländische Regierung ihn mit Wirkung zum 1. Januar 2014 zum Nachfolger von Jan Franssen zum Königskommissar der Provinz Zuid-Holland. Jaap Smit wurde am 17. Dezember 2013 vom König vereidigt. Er ist verheiratet und hat zwei Kinder.